# (36273) 2000 AM68
2000 AM68 (asteroide 36273) é um asteroide da cintura principal. Possui uma excentricidade de 0.17096010 e uma inclinação de 36.27503º.
Este asteroide foi descoberto no dia 5 de janeiro de 2000 por LINEAR em Socorro.